# Aeródromo de Las Piedras
El aeródromo de Las Piedras (OACI: MRLP) es un aeródromo privado costarricense que sirve al suroeste de la región agrícola de Cañas en la provincia de Guanacaste. La ciudad más cercana es Bebedero, ubicada a 1,6 kilómetros al norte-nordeste del aeródromo.
El VOR-DME de Liberia (Ident: LIB) está localizado a 45,6 kilómetros al oeste-noroeste del aeródromo.